# Desmodus rotundus
Desmodus rotundus — вид ссавців із родини листконосових (Phyllostomidae), ряду лиликоподібних (Vespertilioniformes, seu Chiroptera). Поширений у Південній Америці, Центральній Америці та Мексиці. Належить до невеликої групи видів кажанів, пристосованих до крові як основи живлення. Це нічні й соціальні тварини. Етимологія: лат. rotundus — «круглий»; видова назва посилається на сферичну форму тіла.

## Морфологія
Голова і тіло довжиною 70—90 мм, хвіст відсутній, передпліччя довжиною 50—63 мм, вага 15—50 грамів. Верх темний, сірувато-коричневий, низ блідіший. Зубна формула: 1/2, 1/1, 2/3, 0/0. Вуха загострені і досить невеликі. Очі, однак, є відносно великими. Задні ноги сильні та м'язисті. 

## Поширення
Діапазон поширення простирається від півночі Мексики (лише узбережжя обох океанів) до півдня Південної Америки (центральне Чилі, Аргентина й Уругвай, але відсутній у високогір'ї); на Карибах мешкає лише на Тринідаді. Мешкає в сухих і вологих областях тропіків і субтропіків, в тому числі це ліси, відкриті луки і гірські райони до висоти 2400 метрів.

## Поведінка

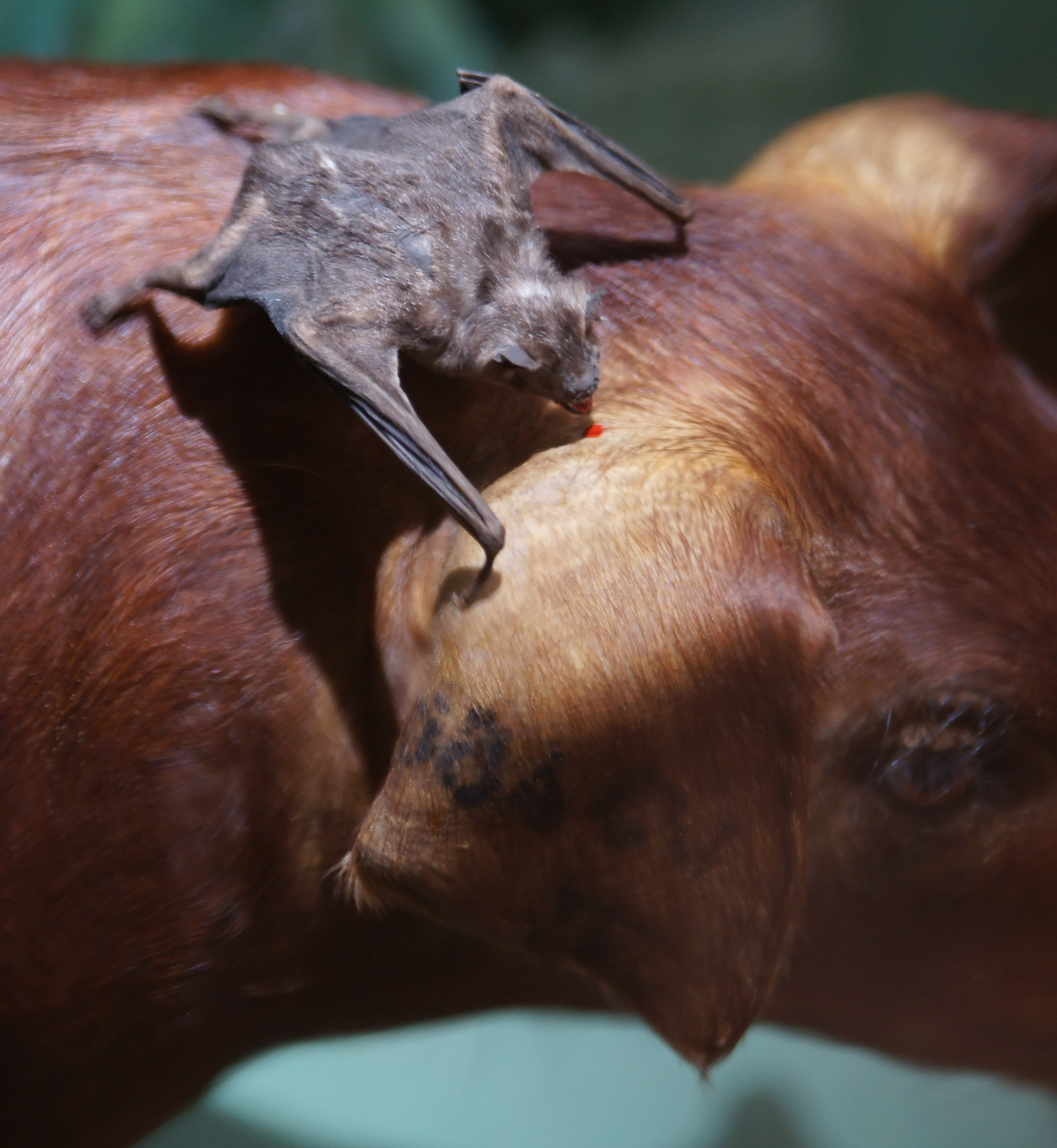
Годування

Ці тварини ведуть виключно нічний спосіб життя. Для спочинку в основному використовують печери, а крім того, дупла дерев, шахти, а також покинуті будівлі. Вид живе у групах від 20 до 100 тварин, іноді також утворює колонії до 2000 тварин. Більшість тісних асоціацій формуються між кількома самицями або самицями та їх нащадками; дорослі самці не утворюють тісних соціальних зв'язків. Соціальне доглядання зазвичай відбувається між самицями та їхніми нащадками, але воно також значне між дорослими самицями. У межах асоціацій спостерігається взаємний харчовий альтруїзм, в якому ситі кажани виділяють кров голодним товаришам. D. rotundus харчуються виключно з крові інших тварин, головним чином ссавців.
Харчування тільки на крові означає ряд пристосувань, оскільки кров не містить вітамінів, ліпідів, глюкози; натомість містить високий вміст солій велику різноманітність патогенів крові, включаючи віруси. Пристосування до живлення кров'ю, одержуване як геномом, так і мікробіомом, включає в себе можливість боротьби з відходами азоту та підвищеним осмотичним тиском, асиміляцією заліза та зміною імунітету, включаючи велику кількість захисних бактерій, здатних виробляти противірусні речовини. Дослідження показали, що вампіри під час укусу приносять значно менше ретровірусів, ніж інші кажани або інші ссавці.

## Відтворення
Вважається, що Desmodus rotundus є сексуально активним упродовж усього року. Попри те, що молодь може народитися будь-коли, два піки народжуваності припадають на квітень — травень і жовтень — листопад. Під час дощового сезону в Мексиці й Коста-Риці спостерігалася більша кількість вагітних самиць. Більшість самиць мають одну вагітність на рік, але можуть бути й дві. Період вагітності становить близько семи місяців. Зазвичай народжується лише одне маля, але іноді два. Новонароджені добре розвинені й важать від п'яти до семи грамів. У перший місяць молодь годується виключно молоком матері. Їхня вага подвоюється за цей час. Молодь отримує відригнену кров від матері на другому місяця життя. Діти супроводжують своїх матерів на полюванні у 4-місячному віці. Швидке зростання завершено через п'ять місяців. Тривалість життя може становити 12 років.

## Загрози та охорона
D. rotundus є одним із небагатьох видів кажанів, які вважаються сільськогосподарськими шкідниками через годування на худобі й потенційне поширення хвороб. Також були випадки нападу вампірів на людей у Перу, Бразилію та Сальвадорі. Результатом стали широкомасштабні програми з викорінення, особливо в районах розмноження. На щастя, D. rotundus не є під загрозою, але ці програми мали значний вплив, особливо на інших корисних кажанів. Як повідомляється, одна програма контролю в Венесуелі знищила 40 000 печер, внаслідок чого втрачаються великі популяції нешкідливих, корисних кажанів, а також інша печерна фауна.
Розвиток методів імунізації також пропагується як потенційна заходи збереження на майбутнє, включаючи пероральну вакцинацію для локалізованого контролю сказу на вампірів. Важливо також, щоб була також виконана робота, щоб розвіяти небажану негативну репутацію тварини.